# Partido Internacional da Juventude
O Partido Internacional da Juventude (Youth International Party), cujos membros eram comumente chamados de Yippies, foi um grupo americano revolucionário e contracultural, desdobramento dos movimentos de liberdade de expressão e anti-guerra dos anos 1960. Ele foi fundado em 31 de dezembro de 1967. Os yippies empregavam gestos teatrais, tais como o apoio à candidatura de um porco ("Pigasus, o Imortal")  a presidente em 1968, para zombar do status quo social. Eles têm sido descritos como um movimento altamente teatral, anti-autoritário e anarquista de "política simbólica".

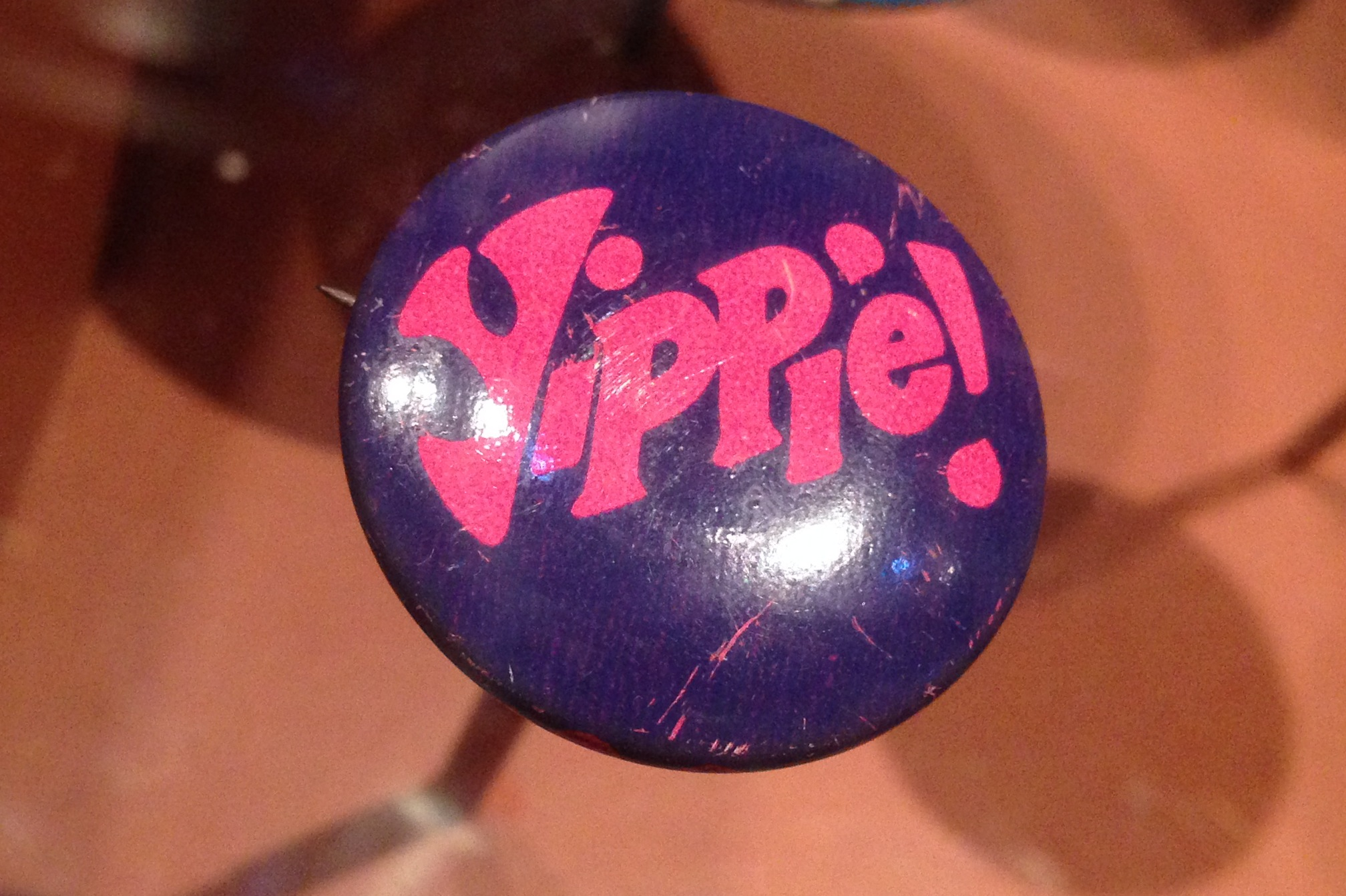
Botton do movimento Yippie, exibido no Museu de História de Chicago

Por serem conhecidos pelo teatro de rua e brincadeiras politicamente temáticas, eles foram ignorados ou denunciados por muitos da esquerda política tradicional. De acordo com a ABC News", o grupo era conhecido por brincadeiras teatrais de rua e já foi denominado de "Groucho Marxistas'."

## Histórico
Os Yippies não tinham adesão formal ou hierarquia. Abbie e Anita Hoffman, Jerry Rubin, Nancy Kurshan, e Paul Krassner fundaram os Yippies (de acordo com seu próprio relato, Krassner cunhou o nome), em uma reunião no apartamento de Hoffman em Nova Iorque em 31 de dezembro de 1967. "Se a imprensa criou o termo 'hippie,' por que não podemos nós cinco cunhar "yippie'?" Abbie Hoffman escreveu. Outros ativistas associados com os Yippies incluem Stew Albert, Ed Rosenthal, Allen Ginsberg, Ed Sanders, Robin Morgan, Phil Ochs, Robert M. Ockene, William Kunstler, Jonas Raskin, Steve Conliff, John Sinclair, Dana Beal, Matthew Landy Steen, Judy Gumbo, Ben Masel, Tom Forcade, David Peel, Tuli Kupferberg, Jill Johnston, Daisy Deadhead, Bob Fass, John Murdock, Alice Torbush , Brenton Lengel., e Mayer Vishner, um cofundador dos Yippies com Hoffman.
Uma bandeira yippie era vista com freqüência em manifestações anti-guerra . A bandeira tinha um fundo preto, com uma estrela vermelha decinco pontas , no centro, e uma folha verde de cannabis sobreposta sobre ela. Quando perguntado sobre o significado da bandeira Yippie, um Yippie anônimo identificado apenas como "Jung" disse ao New York Times que "O preto significa anarquia. A estrela vermelha é para o nosso programa de cinco pontos. E a folha de maconha, que é para ficar ecologicamente chapado, sem poluir o meio ambiente". Esta bandeira também é mencionada em  Steal this Book, de Hoffman.
Abbie Hoffman e Jerry Rubin se tornaram os mais famosos Yippies e autores best-sellers—em parte devido à publicidade envolvendo o julgamento por conspiração dos Sete de Chicago em 1969. Ambos usavam a frase "a ideologia é uma doença do cérebro" para separar os Yippies dos principais partidos políticos que jogavam o jogo conforme as regras. Hoffman e Rubin foram, sem dúvida os mais extravagantes dos sete réus acusados de formação de quadrilha e incitação a revolta na Convenção Nacional Democrática de agosto de 1968. Hoffman e Rubin utilizaram o julgamento como uma plataforma para as manifestações lúdicas yippies—em um ponto, eles apresentaram-se, no tribunal, vestidos com togas de juízes.